# 林覺力
釋覺力（1881年—1933年6月13日），俗名林金獅，法名復願，別字圓通，法名覺力，也稱林覺力，佛教禪師，是台灣佛教四大法脈之一大湖法雲寺派之派祖。

## 略歷
原籍廈門，父林月、母黃玉，林金獅為獨子，家中開設鹽場。幼時禮福建省鼓山湧泉寺萬善老人為師。日治時代明治42年（1909年），初渡來台，駐錫觀音山凌雲寺，後前往神戶向當地華僑弘法。大正2年（1913年），應仕紳劉緝光、吳定連等招聘，再度來台，和弟子妙果法師在大湖創立法雲寺。大正5年（1916年），法雲寺加入日本曹洞宗。大正11年（1922年），受曹洞宗本部任命為台灣布教師，同年繼承釋福智兼任萬華龍山寺住持職務，後取得日本國籍。大正13年（1924年），任南瀛佛教會理事並兼任教師。大正14年（1925年），受台灣總督府聘任，出席在東京增上寺舉辦之東亞佛教大會。昭和8年（1933年），在台中毘盧禪寺圓寂，遺囑：“山林收入，辦佛學院，培植人才，不可挪作常住費用。”法體荼毗後，得舍利四大顆，其中一顆呈七彩晶瑩剔透象，現奉安於法雲寺開山紀念堂寶塔內。其後的歷任艋舺龍山寺住持：釋妙應、釋真常、釋達華及釋通明等皆為出自其派下之門徒。

## 脚注
1. ↑  許雪姬，台灣歷史辭典，遠流，2003年
2. ↑  江燦騰，台灣佛教史，五南，2009年

| 前任： 釋福智 | 艋舺龍山寺住持 西元1922年—1933年 | 繼任： 釋妙應 |